# Cañaveral (España)
Cañaveral es una villa y municipio español, en la provincia de Cáceres, comunidad autónoma de Extremadura. Dentro de la provincia, forma parte administrativamente del partido judicial de Cáceres y de la mancomunidad de los Riberos del Tajo. Se ubica en el centro de la provincia, al norte del río Tajo, junto a una cadena de sierras que forman la prolongación occidental de las del parque nacional de Monfragüe; dentro de estas sierras, en el límite entre Cañaveral y Casas de Millán, se ubica el puerto de los Castaños, un paso estratégico de montaña a medio camino entre las ciudades de Cáceres y Plasencia, por el que discurren la Vía de la Plata y las carreteras A-66 y N-630.
El término municipal de Cañaveral, con un área de 86,48 km², fue definido en la década de 1960 mediante la fusión del término histórico cañaveraliego con los de los vecinos municipios de Arco (en 1963) y Grimaldo (en 1968), dos villas con las que hasta entonces no compartía una historia común. En 2021, el municipio tenía una población de 1024 habitantes, de los cuales 913 vivían en la capital municipal.

## Geografía
Integrado en la comarca de Monfragüe, se sitúa a 42 kilómetros de Cáceres. El término municipal está atravesado por la Autovía Ruta de la Plata (A-66) y por la carretera nacional N-630, entre los pK 497 y 516, además de por la carretera autonómica EX-109, que conecta con Torrejoncillo, y por carreteras locales que permiten la comunicación con Holguera, Portezuelo y Casas de Millán. 
El relieve del municipio está definido por una zona de sierras al norte, que separan las cuencas de los ríos Alagón y Tajo, y cuyo paso natural es el puerto de los Castaños (471 metros), y la fosa del río Tajo al sur. Las sierras que conforman la zona norte son la sierra de Zapatero, la sierra de Santa Marina o la sierra de Arco, entre otras, superándose los 750 metros de altitud. El arroyo del Pizarroso y el mismo río Tajo hacen de límite por el sureste y el sur. La altitud oscila entre los 755 metros (pico Zapatero) al noreste, y los 230 metros al sur, a orillas del Tajo. El pueblo se alza a 357 metros sobre el nivel del mar. 

### Límites del término municipal
| Noroeste: Pedroso de Acim           | Norte: Holguera                         | Nordeste: Plasencia, Malpartida de Plasencia y Mirabel |
| Oeste: Pedroso de Acim y Portezuelo |                                         | Este: Casas de Millán                                  |
| Suroeste: Garrovillas de Alconétar  | Sur: Garrovillas de Alconétar e Hinojal | Sureste: Casas de Millán e Hinojal                     |

## Historia
En el Antiguo Régimen, Cañaveral era un lugar pedáneo de la vecina villa de Garrovillas. A la caída del Antiguo Régimen en la primera mitad del siglo XIX, la localidad se constituyó en municipio constitucional en el partido judicial de Garrovillas de la provincia de Cáceres. En el censo de 1842 contaba con 430 hogares y 2356 habitantes.
En 1963 creció el término del municipio porque incorporó a Arco y en 1968 volvió a crecer al incorporar a Grimaldo.

## Demografía
Cañaveral cuenta con una población de 1008 habitantes (INE 2024).
| Gráfica de evolución demográfica de Cañaveral entre 1842 y 2021 |
| |
| Población de derecho según los censos de población del INE Población de hecho según los censos de población del INEEntre el censo de 1970 y el anterior, crece el término del municipio porque incorpora a Arco. |

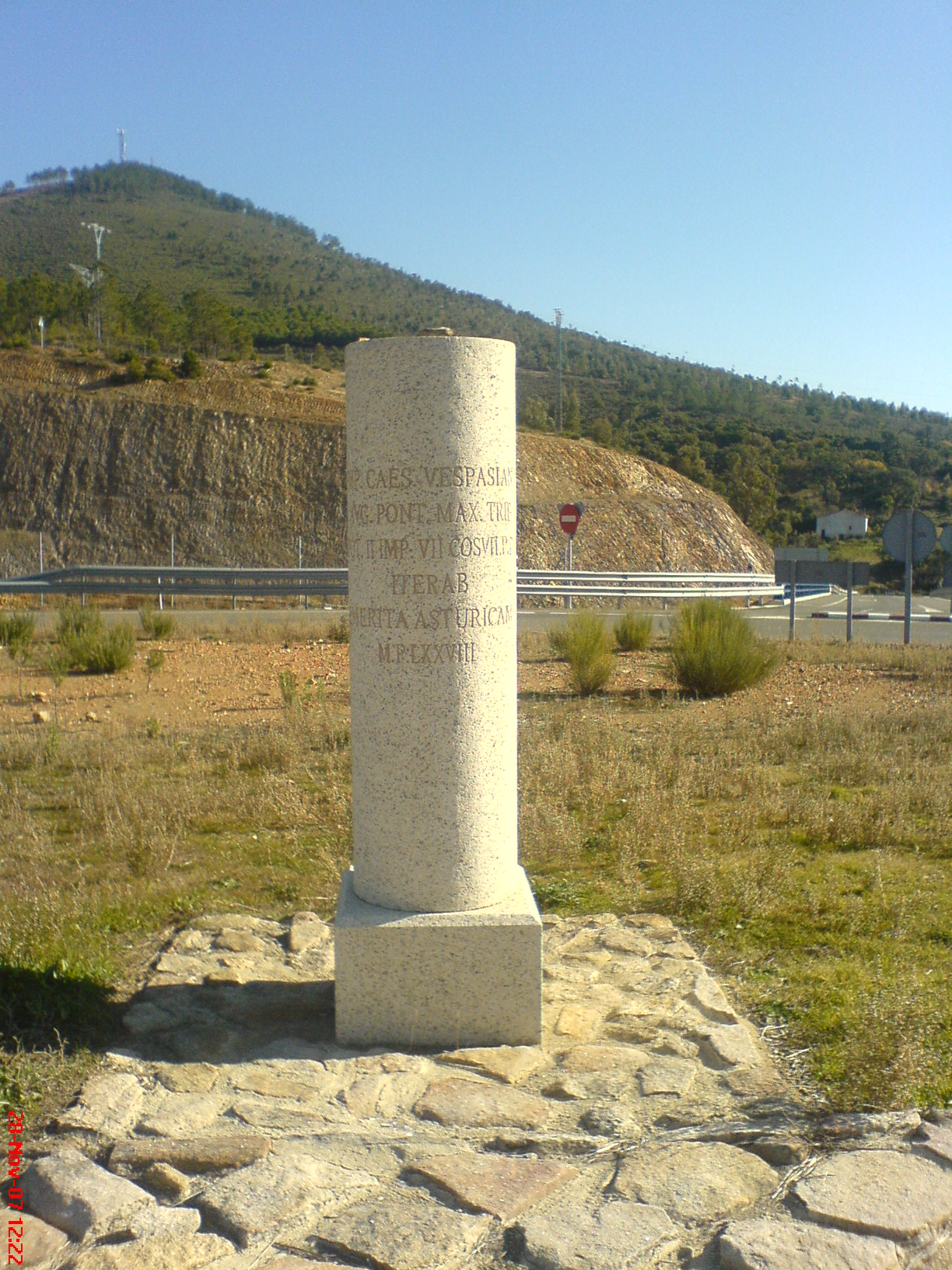
Hito conmemorativo de la Vía de la Plata en una rotonda de la N-630 en el término municipal de Cañaveral

Según el nomenclátor, en el término municipal de Cañaveral hay tres núcleos de población reconocidos como tal: Cañaveral (que incluye a Arco como barrio), La Estación y Grimaldo, estando la población del municipio distribuida de la siguiente forma:
| Localidad               | 2002 | 2005 | 2008 | 2011 | 2014 | 2017 | 2020 |
| ----------------------- | ---- | ---- | ---- | ---- | ---- | ---- | ---- |
| Cañaveral (villa)       | 1220 | 1183 | 1191 | 1138 | 1035 | 954  | 927  |
| Cañaveral (diseminados) | 10   | 8    | 0    | 15   | 12   | 13   | 17   |
| La Estación             | 30   | 24   | 21   | 16   | 14   | 10   | 12   |
| Grimaldo                | 97   | 89   | 82   | 79   | 75   | 70   | 80   |
| Total                   | 1357 | 1304 | 1294 | 1248 | 1136 | 1047 | 1036 |

## Transportes

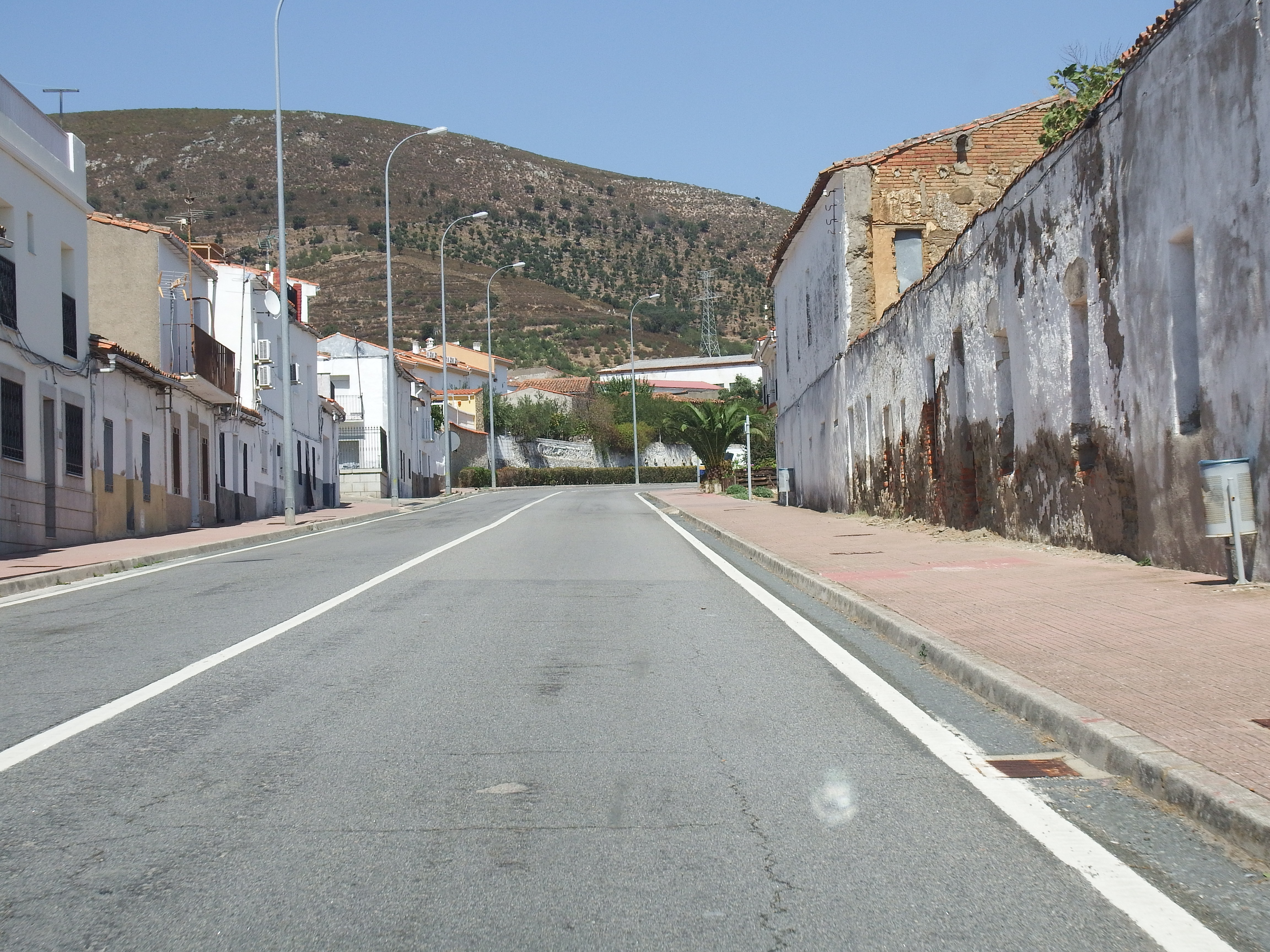
Travesía local de la carretera N-630

El municipio está muy bien comunicado a través de la Autovía Ruta de la Plata (A-66), dentro de la cual se ubica a medio camino entre las ciudades de Cáceres y Plasencia. La vía secundaria de esta autovía, la antigua carretera nacional N-630, atraviesa los núcleos de población de Cañaveral y Grimaldo. Entre estas dos localidades, la autovía y la carretera atraviesan el puerto de los Castaños, paso estratégico de montaña que salva las prolongaciones occidentales de las sierras del parque nacional de Monfragüe. Al noroeste de este puerto sale la carretera autonómica EX-109, que lleva a Torrejoncillo, Coria, Moraleja y la sierra de Gata; en sentido contrario sale la carretera provincial CC-30, que lleva a la cercana localidad de Casas de Millán.
La estación de Cañaveral es una de las pocas estaciones ferroviarias rurales que continúan en servicio en la provincia de Cáceres. Se ubica en la línea Madrid-Valencia de Alcántara, a medio camino entre el apeadero de Casas de Millán y la estación abandonada de Río Tajo.

## Servicios públicos

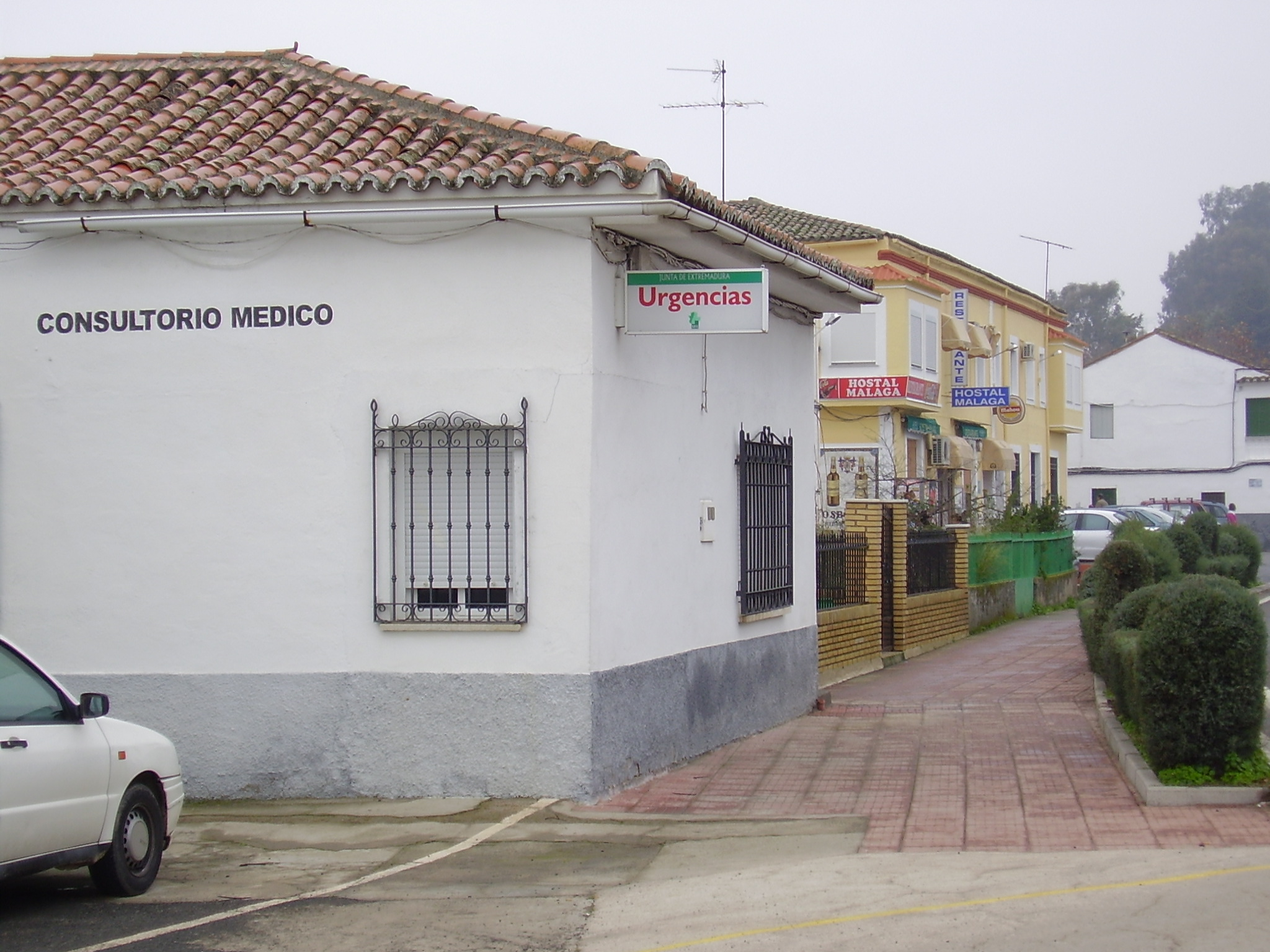
Consultorio médico de Cañaveral

### Educación
El municipio cuenta con un colegio público de educación infantil y primaria, el CEIP Santa Marina. Para la educación secundaria, el colegio público de Cañaveral está adscrito al IESO Vía Dalmacia de Torrejoncillo, donde se puede estudiar la educación secundaria obligatoria. Para estudiar la educación secundaria postobligatoria, existen diversos institutos en ciudades bien comunicadas con Cañaveral, como Cáceres, Plasencia y Coria.

### Sanidad
El municipio pertenece a la zona de salud de Casar de Cáceres en el área de salud de Cáceres. Dentro de la zona de salud, Cañaveral cuenta con un consultorio médico con punto de atención continuada en la calle Doctor Boticario. En la villa hay además una clínica dental y una farmacia.

## Patrimonio

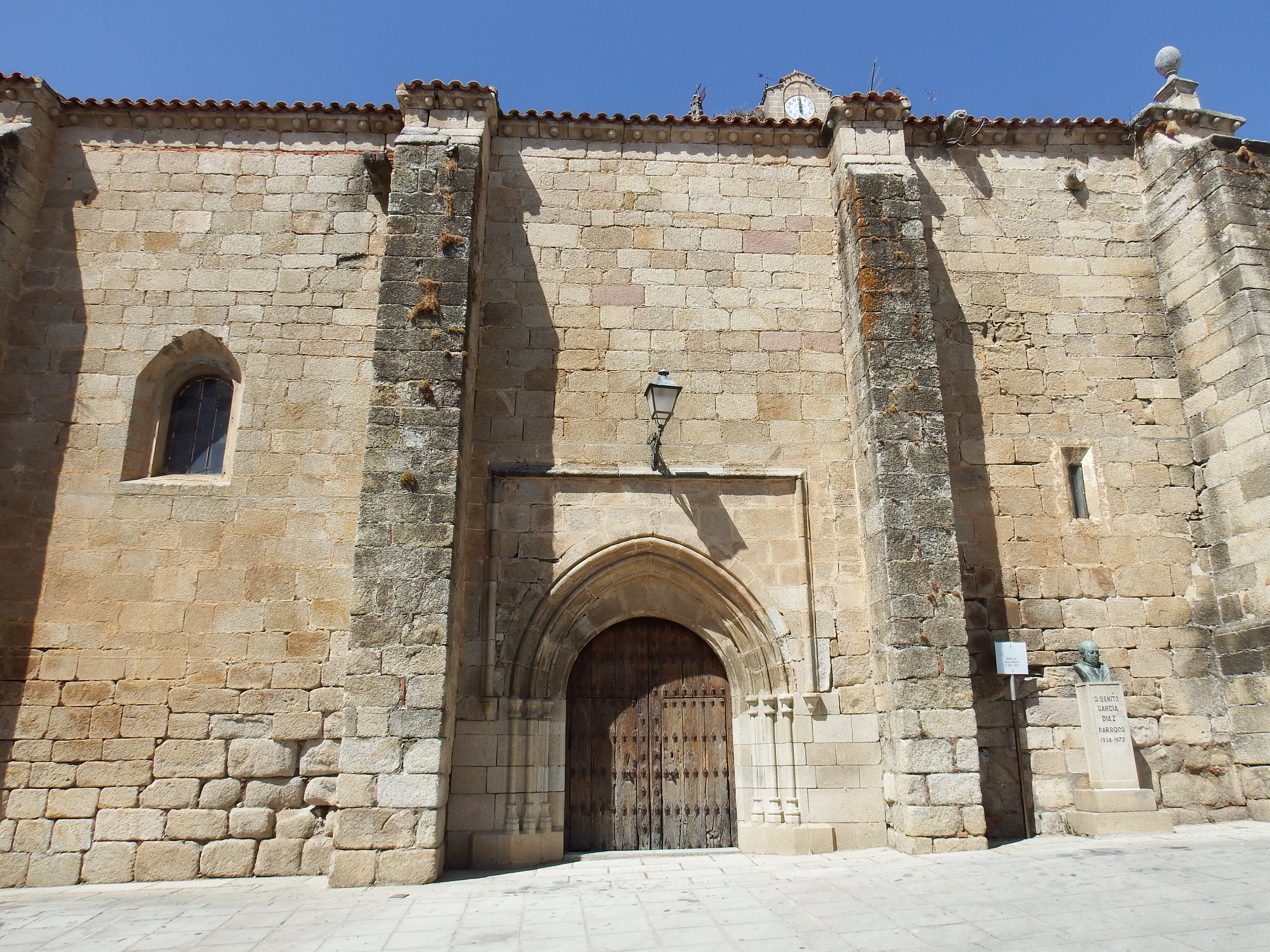
Portada lateral de la iglesia de Santa Marina

Las casas solariegas de las familias de la poderosa oligarquía agraria local como los Plasencia y los Lancho. La iglesia parroquial católica bajo la advocación de Santa Marina, perteneciente a la diócesis de Coria, se trata de un templo de estilo gótico tardío, del siglo XVI. Cuenta también con la ermita de San Roque y el Santuario de Nuestra Señora de Cabezón, que alberga una talla medieval de la Virgen con el Niño.

## Cultura

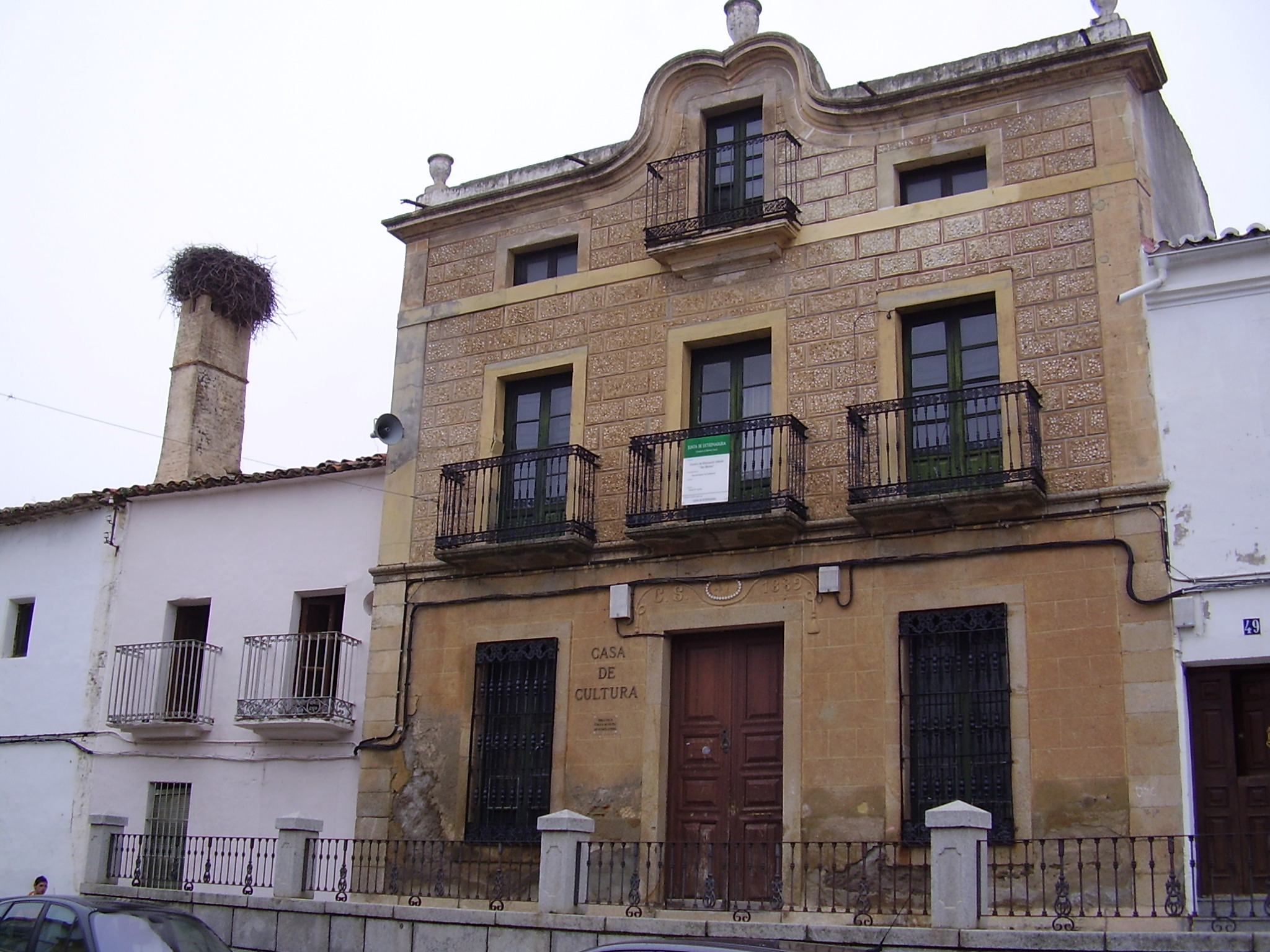
Casa de cultura de Cañaveral

### Gastronomía
No hay ningún plato típico conocido característico de Cañaveral. Abunda la comida típica de toda Extremadura, como la ensalada de naranja, las migas, la morcilla y la caldereta.
Son célebres las limas, tal y como pone de manifiesto el dicho popular: 
Cañaveral de las limas 
Arquillo de los limones 
en las Casas picarazas 
y en Holguera los melones

### Fiestas
En Cañaveral se celebran las siguientes fiestas:
- San Benito, el lunes después de Semana Santa;
- San José Obrero, el 1 de mayo en la barriada de la estación;
- Virgen de Cabezón, el segundo domingo de mayo;
- San Roque, el 16 de agosto.